# Ерик Кнадсен
Ерик Кнадсен (енгл. Erik Knudsen; Торонто, 25. март 1988) је канадски глумац.

## Живот и каријера
Остао је упамћен по улози Робија Мерсера у филму „Врисак 4”, 2011. године.